# ヘンリー・サマセット (第7代ボーフォート公)
第7代ボーフォート公爵ヘンリー・サマセット（英語: Henry Somerset, 7th Duke of Beaufort,KG、1792年2月5日 - 1853年11月17日）はイギリスの貴族、地主、政治家。出生から1803年まではグラモーガン伯爵を、1803年より自身が公位を継承する1835年まではウスター侯爵を儀礼称号としてそれぞれ用いた。

## 生涯
第6代ボーフォート公爵とシャーロット・ルーソン＝ゴア（Charlotte Leveson-Gower、1771年1月11日 - 1854年8月12日、初代スタッフォード侯爵の娘）との長男として生まれた。庶民院議員グランヴィル・サマセットは実弟にあたる。
彼は軍人としての道を選び、1811年に第10王立軽騎兵連隊付少尉に任官した。

### ハリエット・ウィルソンとのスキャンダル

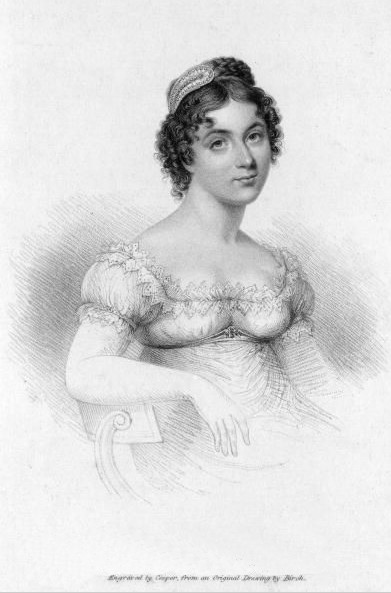
ハリエット・ウィルソン

ヘンリーは尉官時代に第3代リンスター公爵から高級娼婦ハリエット・ウィルソンを紹介されて一目惚れ、彼女にのめり込んだ。彼はやがて結婚に応じないハリエットの自宅に入り浸って逢瀬を重ねるようになり、社交界から足が遠のいてしまい、時のプリンス・オブ・ウェールズの招待を断るほどであったという。
事態を憂慮した父の6代公爵は息子をハリエットから引き離すため、半島戦争を指揮するウェリントン将軍の副官として赴任するよう説得、赴任中に公爵家から彼女へ手当を出すことを条件にヘンリーは副官を引き受けた。しかし、公爵は赴任中にヘンリーと文通をしたことを理由にハリエットに対して支払を拒否、これに激怒した彼女は債務不履行で訴訟を起こしたほか、その行状を赤裸々に綴った暴露本『回想録(Memoirs of Harriette Wilson)』を出版したため、公爵家の面目は丸つぶれとなった。
熱の冷めたヘンリーは帰国すると、1813年にモンマスバラ選挙区選出のトーリー党所属庶民院議員に当選して、1831年までその議席を占めた。また、1815年から1819年にかけてリヴァプール内閣下の海軍本部委員を務めている。 軍人としても同年に少佐の地位を得ている。
1831年英国総選挙で腐敗選挙区の改革を主張するホイッグ党が勝利すると、ヘンリーも同党のベンジャミン・ホールに敗れている。ただし、このホールの当選は請願の結果、無効とされたことから翌年の総選挙まで再びモンマス・バラ選挙区選出の庶民院議員を務めた。1834年にはグロスター・ヨーマン騎兵連隊付中佐に昇進したのち、翌年に父の死去に伴ってボーフォート公爵を継承した。

### 公位継承後

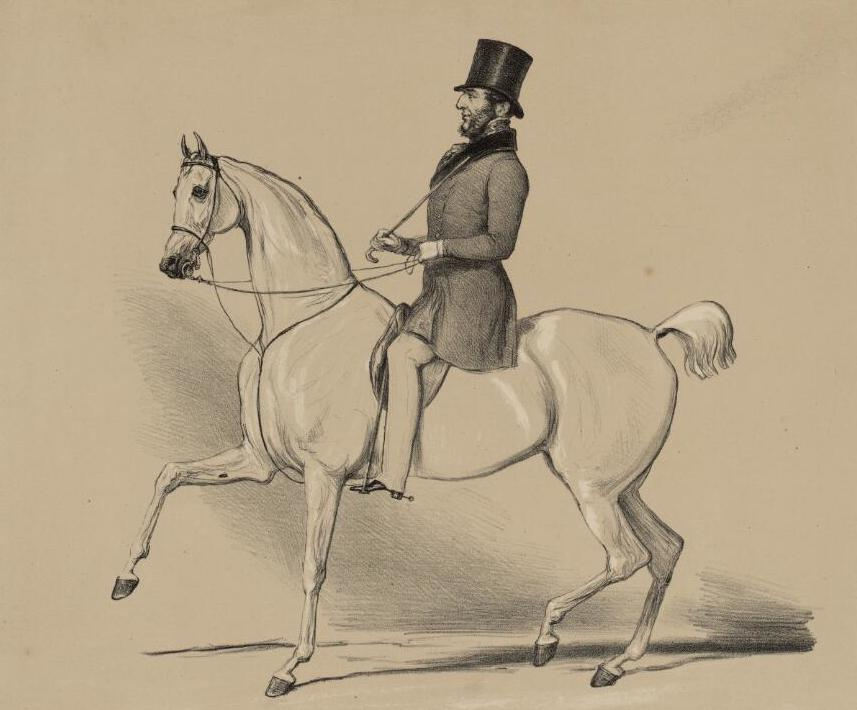
乗馬する公爵を描いた肖像画

襲爵以降は1836年にブリストル大家令(High Steward of Bristol) に就任したほか、1842年にはガーター勲章を受勲した。
その後は相次ぐ家族の不祥事に悩まされた。1846年に四女ローズが近衛兵フランシス・ラヴェルと出奔した。さらに、長女シャーロット・オーガスタは王族のジョージ王子（のち第2代ケンブリッジ公爵、ジョージ3世の七男ケンブリッジ公アドルファスの長男）と浮名を流して『タイムズ』紙等で妊娠が報じられた。これは後に誤報と判明したものの、時の女王ヴィクトリアは誤解を解くべく参内した公爵夫人とシャーロットに対して「よくぞふしだらな女性を王宮まで厚かましくも連れてきたもの」と言い放って、公然と不快感をあらわにした。ヘンリーはこの女王の対応に抗議して首相ピールに執り成すように迫ったため、女王も「話は分かった。これ以上はこの話をしたくない」と折れたという。
1853年に一族の邸宅バドミントン・ハウスにて61歳で死去、同地に埋葬された。爵位は長男のヘンリー・チャールズが継承した。

## 家族
1814年7月25日にジョージアナ・フレデリカ・フィッツロイ（Georgiana Frederica FitzRoy、1792年10月3日 - 1821年5月11日、サウサンプトン男爵家の四男ヘンリー・フィッツロイの娘）と結婚して、2人の娘をもうけた。
- 第1子（長女）シャーロット・オーガスタ・フレデリカ（1816年 - 1850年）- 1844年にオーストリアの外交官ノイマン男爵（英語版）と結婚。
- 第2子（次女）ジョージアナ・シャーロット・アン（1884年没）- 1836年に庶民院議員クリストファー・ベゼル＝コドリントンと結婚、子あり。

1822年6月29日にエミリー・フランセス・スミス（Emily Frances Smith、1799年 - 1889年10月2日、チャールズ・カリング・スミスの娘）と再婚した。
エミリーは前妻ジョージアナの異母妹であったため、同時代の人物サー・チャールズ・バゴットはビニング卿（ハディントン伯爵家嫡男）への手紙で「（その近親さは）よくもまあ、馬鹿げた複雑さで、最後は悲惨なことになるのではないか。公爵は今もこれからも、一人の人間や一つの物事に落ち着くことは決してなく、破滅的な結末となるのではないか」と公爵夫妻の結婚を評している。なお、夫妻はその生涯で1男6女をもうけている。
- 第3子（長男）ヘンリー・チャールズ・フィッツロイ（1824年2月1日 - 1899年4月30日）- 第8代ボーフォート公爵
- 第4子（三女）エミリー・ブランシェ・シャーロット（1828年1月26日 - 1895年1月27日）- 1848年に第12代キノール伯爵（英語版）と結婚、子あり。
- 第5子（四女）ローズ・カロライン・メアリー（1885年3月12日没）- 近衛兵フランシス・フレデリック・ラヴェルと駆け落ち、子あり[7]。
- 第6子（五女）ヘンリエッタ・ルイーザ・プリシラ（1831年 – 1863年6月17日）- 1855年にジョン・モラントと結婚。
- 第7子（六女）ジェラルディーン・ハリエット・アン（1832年6月19日 – 1915年1月22日）
- 第8子（七女）キャサリン・エミリー・メアリー（1834年8月30日 – 1914年5月20日） 1858年に第2代オーマスウェイト男爵（英語版）と結婚、子あり。
- 第9子（八女）エディス・フランセス・ウィルヘルミナ（1838年7月1日 – 1915年5月15日）- 1863年に初代ロンズバラ伯爵（英語版） と結婚、子あり。

### 註釈
1. ↑  ハリエットの述懐によると、ヘンリーの乱行ぶりに家族は激怒して、父の6代公は連日叱責の手紙を送ったが逆効果に終わったという[4]。